# 緹塔·吉斯

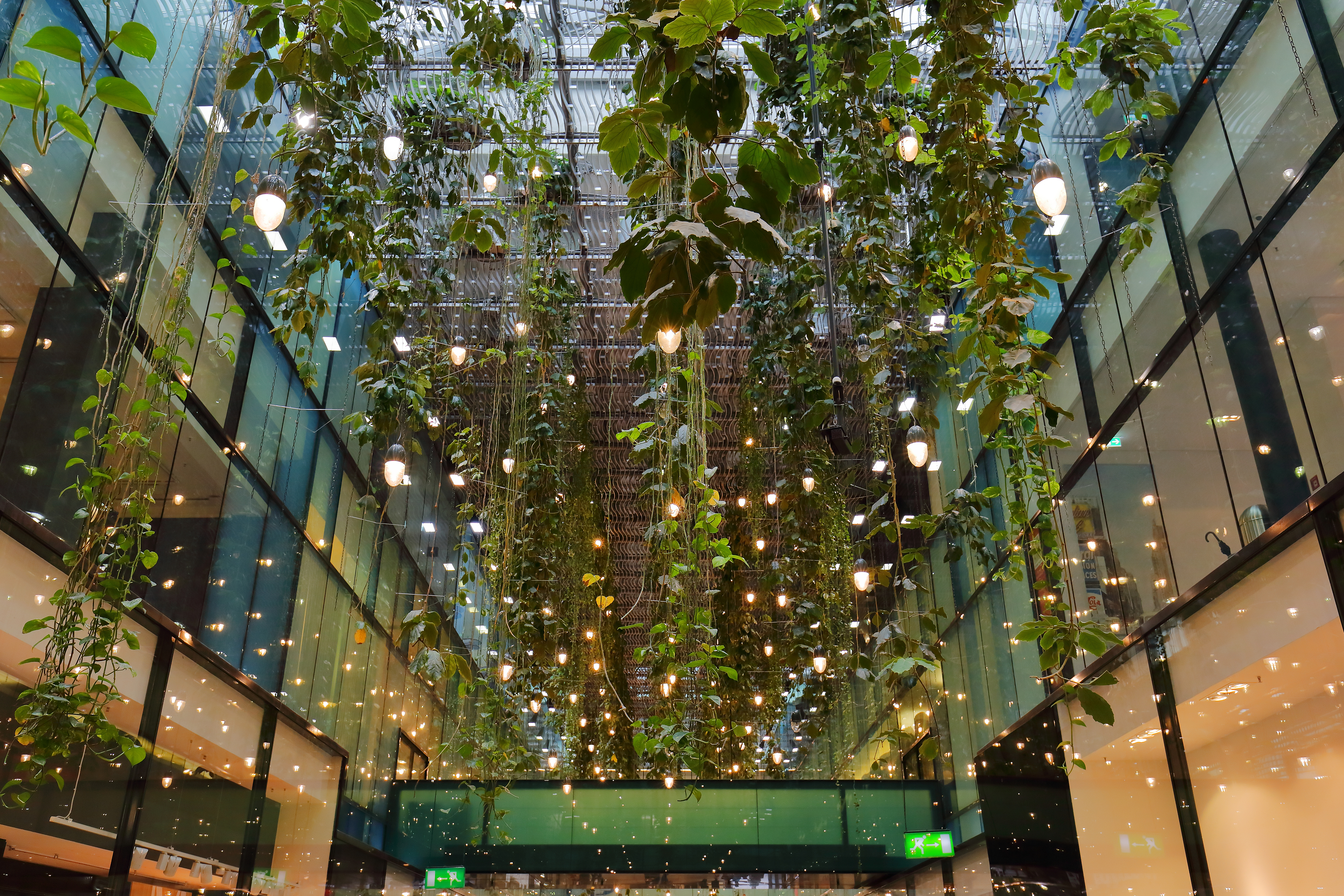
位於德国慕尼黑五庭院购物中心的空中花园，由緹塔·吉斯所設計。

緹塔·吉斯（英語：Tita Giese，1942年8月21日—），德國藝術家，自1978年開始從事公共藝術景觀設計師。

## 外部連結
- 官方网站